# 광주광역시 중소기업종합지원센터
광주광역시 중소기업종합지원센터는 광주광역시의 경쟁력있는 중소기업을 육성하고 종합적인 서비스 체제를 구축하기 위하여 광주광역시 조례에 근거하여 설립된 재단법인이다. 광주광역시 광산구 하남산업단지8번로 177(도천동 621-15번지)에 위치하고 있다.

## 연혁
- 1995년  5월 19일 재단법인 광주광역시중소기업종합지원센터 설립 및 운영조례 제정
- 1995년  5월 29일 통상산업부 법인설립 허가
- 1998년  4월  8일 재단법인 광주광역시 중소기업종합지원센터 개관
- 2003년  3월  3일 중소기업구조고도화사업자금업무 수탁
- 2004년  8월 20일 중소기업육성경영안정자금업무 수탁
- 2006년  1월  1일 광주지역 소상공인지원센터(3개 센터)업무 수탁

## 시설 현황

### 규모
- 부지 : 9,500m²
- 건물 : 11,524m²(지하 1층, 지상 7층)

### 부대시설
- 주차시설 : 200대(지하 49, 지상 151)
- 회의실 2개소 : 대강당(300석), 세미나실(80석)
- 중소기업제품전시장 : 264m²
- 지하식당 : 509m²

## 조직 현황
- 사무처 : 1본부 1부 3팀

### 지원부장
- 기획관리팀
- 경영지원팀
- 통상지원팀
- 소상공인지원센터

## 주요 기능
- 중소기업 유관기관과 종합지원체제 구축 운영
- 신기술개발지원 및 종합기술지도
- 각종 산업, 금융, 경영, 기술, 무역, 인력정보의 제공
- 중소기업 애로사항 상담 및 해결
- 기술 경영 연수사업
- 정부, 지방자치단체가 중소기업 육성을 위하여 위탁하는 사업
- 기타 지원센터의 목적 달성에 필요한 사업

## 같이 보기
- 광주광역시
- 중소기업청
- 중소기업진흥공단
- 중소기업은행